# 4-я отдельная гвардейская мотострелковая бригада
4-я отдельная гвардейская мотострелковая бригада (4 омсбр, в/ч 40318) — тактическое соединение Сухопутных войск Российской Федерации, до 1 января 2023 пребывало в составе Народной милиции Луганской Народной Республики. Находится в составе 3-й гвардейской общевойсковой Луганско-Северодонецкой армии.
Пункт постоянной дислокации в г. Красный Луч.

## История
4-я отдельная мотострелковая бригада создана в 2014 году на базе отрядов сепаратистов Луганской Народной Республики. 12 декабря 2014 соединению вручено боевое знамя в г. Красный Луч.
1 января 2015 года близ города Лутугино (в Луганской области) был расстрелян кортеж начальника штаба 4-й бригады ЛНР Александра Беднова (позывной «Бэтмен»).
В июне 2017 года участвует в боях за Желобок, являвшихся частью общих боёв за трассу Р-66 Лисичанск — Луганск, именуемой местными жителями «Бахмуткой». В ходе боя за Желобок, находившегося на линии разграничения, сводная группа 93-й омехбр ВСУ провела разведку боем, столкнувшися с силами 4-й омсбр, отдельного разведбата и спецназа ЛНР. По отряду 93-й омехбр массированно отработала артиллерия 122/152 мм с района Кировска, села Красный Лиман, пгт Донецкий и пгт Фрунзе. Силы ЛНР наступали в сторону Желобка из Донецкого и Фрунзе, выйдя на север Желобка и урочище Волчье при поддержке 2 БМП и БТР. 2 танка 4-й омсбр атаковали 29-й блокпост ВСУ. Спецназ ЛНР вошёл в Желобок, в ответ по нему нанесён удар гаубиц и миномётов 93-й омехбр. Затем 93-я омехбр безуспешно контратаковала Желобок под прикрытием дымов и произвела отвлекающий удар в направлении Крымское — Сокольники.
До сражения за Бахмут 4-я бригада вела бои в Новотошковке и других населенных пунктах к югу от Лисичанска, позже в районе Кременной. Затем сменила ЧВК Вагнер в районе Клещиевки. Из-за плохо оборудованных позиций ЧВК, бригада понесла значительный урон от артиллерийского огня ВСУ. В том числе, погибли командир бригады полковник Вячеслав Макаров и начальник штаба бригады.